# فلورین کالینسکو
فلورین کالینسکو (رومانیایی: Florin Călinescu؛ ‏ تلفظ رومانیایی: [floˈrin kəliˈnesku]؛ زادهٔ ۲۹ آوریل ۱۹۵۶) بازیگر، و سیاستمدار اهل رومانی است.
از فیلم‌ها یا برنامه‌های تلویزیونی که وی در آن نقش داشته‌است، می‌توان به نوسترآداموس، نیکوکاری و خیلی دیر اشاره کرد.